# 尋珠的比喻
尋珠的比喻是耶稣说的一个比喻，主要是講天國，被记载在《马太福音》第13章第45-46节。 

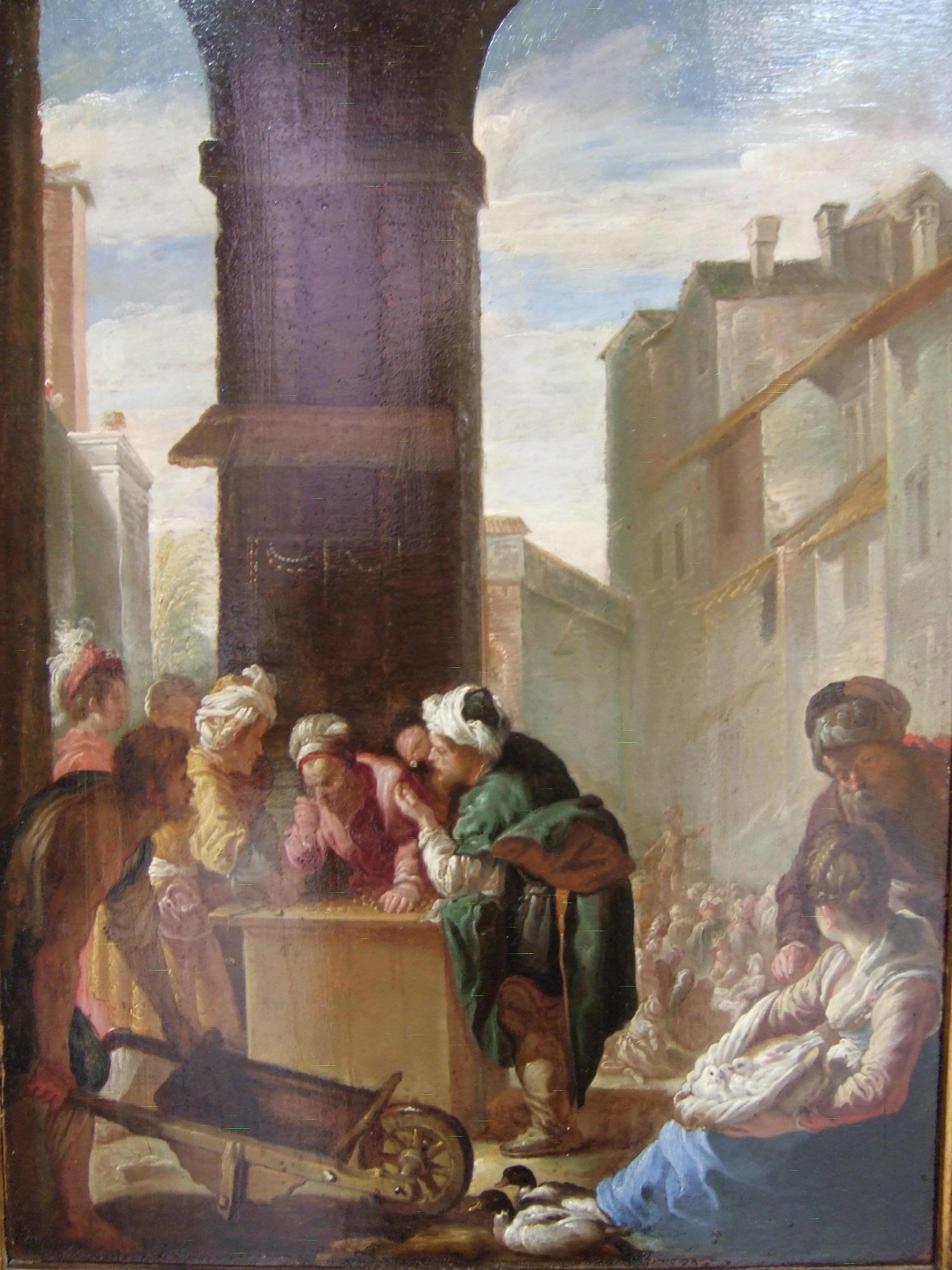

## 圣经译文
|                                         | 天国又好像，买卖人寻找好珠子。遇见一颗重价的珠子，就去变卖他一切所有的，买了这颗珠子。 |
| ——《马太福音》第13章第45-46节（和合本） |                                                                                        |